# Durotriges

Grondgebied van de Durotriges

De Durotriges was een van de Keltische stammen die in Brittannië leefden voorafgaand aan de Romeinse verovering. De stam leefde in de regio van het huidige Dorset, zuid Wiltshire, zuid Somerset en Devon, ten oosten van de rivier de Axe. De ontdekking in 2009 van een schat uit de ijzertijd in Shalfleet op het Isle of Wight, bewijst dat ze in de westelijke helft van het eiland woonden. Na de Romeinse verovering waren hun belangrijkste civitates, oftewel nederzettingen/bestuurseenheden, Durnovaria (huidige Dorchester, "de vermoedelijke oorspronkelijke hoofdstad") en Lindinis (het huidige Ilchester). Hun grondgebied werd begrensd door de Dumnonii in het westen en de Atrebati en Belgae in het oosten.
De Durotriges was meer een tribale confederatie dan een stam. Ze waren een van de groepen die munten sloegen vóór de Romeinse verovering. Deze munten waren vrij eenvoudig en hadden geen inscripties, en dus kunnen geen namen van vorsten of heersers worden achterhaald. Ze bewerkten het land rondom een heuvelfort. Een van die heuvelforten, die bewaard is gebleven, is Maiden Castle, een van de monumenten van de English Heritage.
Het is niet verrassend dat de Durotriges zich verzetten tegen de Romeinse invasie in 43 n. Chr. De historicus Suetonius schrijft over enkele gevechten tussen de Durotriges en het Legio II Augusta, onder bevel van Vespasianus. In 70 n. Chr. was de stam echter al geromaniseerd en opgenomen in de Romeinse provincie Britannia. De streek was voor de Romeinen interessant voor zijn steengroeven en ze steunden de plaatselijke aardewerkindustrie.